# Pseudastur
Genre
Synonymes
- Pseudasturides[2]

Pseudastur est un genre de rapaces de la famille des Accipitridae.

## Liste des espèces
D'après la classification de référence (version 14.1, 2024) de l'Union internationale des ornithologues, il y a 3 espèces du genre Pseudastur (ordre philogénique) :
- Pseudastur polionotus (Kaup, 1847) — Buse mantelée ;
- Pseudastur albicollis (Latham, 1790) — Buse blanche ;
  - Pseudastur albicollis ghiesbreghti (Du Bus de Gisignies, 1845) ;
  - Pseudastur albicollis costaricensis (Sclater, WL, 1919) ;
  - Pseudastur albicollis williaminae (Meyer de Schauensee, 1950) ;
  - Pseudastur albicollis albicollis (Latham, 1790) ;
- Pseudastur occidentalis (Salvin, 1876) — Buse à dos gris.